# Panamerikanische Spiele 2015/Leichtathletik – Kugelstoßen der Männer

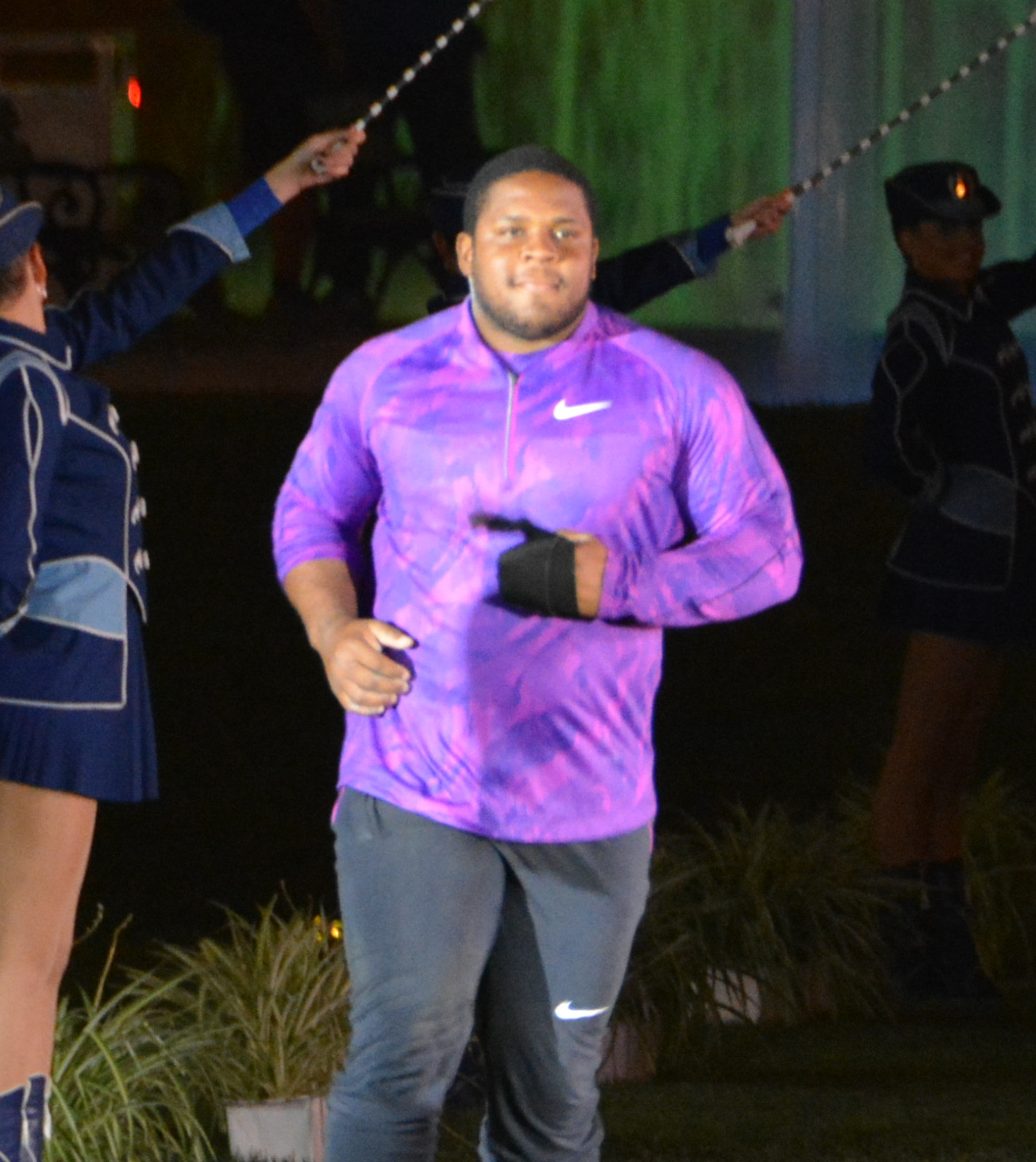
Der Sieger O’Dayne Richards (2015)

Das Kugelstoßen der Männer bei den Panamerikanischen Spielen 2015 fand am 21. Juli im CIBC Pan Am und Parapan Am Athletics Stadium in Toronto statt.
Zwölf Kugelstoßer aus acht Ländern nahmen an dem Wettbewerb teil. Die Goldmedaille gewann O’Dayne Richards mit 21,69 m, was auch ein neuer Rekord der Panamerikanischen Spiele war. Silber ging an Tim Nedow mit 20,53 m und die Bronzemedaille gewann Germán Lauro mit 20,24 m.

## Rekorde
Vor dem Wettbewerb galten folgende Rekorde:
| Weltrekord        | Randy Barnes    | 23,12 m | Los Angeles, Vereinigte Staaten                | 20. Mai 1990     |
| Rekord der Spiele | Dylan Armstrong | 21,30 m | Panamerikanische Spiele in Guadalajara, Mexiko | 25. Oktober 2011 |

## Ergebnis
21. Juli 2015, 18:10 Uhr
| Platz | Athlet                   | Land                     | 1. Versuch | 2. Versuch | 3. Versuch | 4. Versuch                                  | 5. Versuch                                  | 6. Versuch                                  | Weite (m)   |
| ----- | ------------------------ | ------------------------ | ---------- | ---------- | ---------- | ------------------------------------------- | ------------------------------------------- | ------------------------------------------- | ----------- |
|       | O’Dayne Richards         | Jamaika                  | 20,36      | 21,69      | 20,50      | 20,07                                       | 20,23                                       | x                                           | 21,69 PR NR |
|       | Tim Nedow                | Kanada                   | 19,42      | 19,25      | 19,49      | 20,09                                       | 20,53                                       | 20,46                                       | 20,53 SB    |
|       | Germán Lauro             | Argentinien              | x          | 20,24      | x          | x                                           | x                                           | x                                           | 20,24       |
| 4     | Darrell Hill             | Vereinigte Staaten       | 20,10      | x          | x          | x                                           | x                                           | x                                           | 20,10       |
| 5     | Jonathan Jones           | Vereinigte Staaten       | 19,88      | 19,56      | x          | 19,54                                       | x                                           | x                                           | 19,88       |
| 6     | Darlan Romani            | Brasilien                | 18,90      | 19,74      | x          | x                                           | 19,37                                       | x                                           | 19,74       |
| 7     | Dillon Simon             | Dominica                 | 18,49      | 19,55      | x          | 19,27                                       | 18,96                                       | 19,54                                       | 19,55       |
| 8     | Stephen Sáenz            | Mexiko                   | 18,55      | x          | 18,58      | 18,45                                       | x                                           | x                                           | 18,58       |
| 9     | Raymond Brown            | Jamaika                  | 17,68      | 17,59      | 18,39      | nicht im Finale der besten acht Kugelstoßer | nicht im Finale der besten acht Kugelstoßer | nicht im Finale der besten acht Kugelstoßer | 18,39       |
| 10    | Timothy Hendry-Gallagher | Kanada                   | 18,24      | x          | x          | nicht im Finale der besten acht Kugelstoßer | nicht im Finale der besten acht Kugelstoßer | nicht im Finale der besten acht Kugelstoßer | 18,24       |
| 11    | Mario Cota               | Mexiko                   | 17,35      | 17,53      | x          | nicht im Finale der besten acht Kugelstoßer | nicht im Finale der besten acht Kugelstoßer | nicht im Finale der besten acht Kugelstoßer | 17,53       |
| 12    | Eldred Henry             | Britische Jungferninseln | 16,47      | x          | x          | nicht im Finale der besten acht Kugelstoßer | nicht im Finale der besten acht Kugelstoßer | nicht im Finale der besten acht Kugelstoßer | 16,47       |